# Meštrovićeva Pasija
Meštrovićeva pasija, album duhovne glazbe iz 2015. godine muškog kvarteta Cantores Maruli. Traje 65:12. Skladbe su autora Blaženka Juračića i Marina Kaporela.
Cilj je ovoga projekta glazbom i odabranim stihovima, uz multimedijalnu podršku, predstaviti djelo Ivana Meštrovića koje se nalazi na lokaciji Kaštilac-Crikvine, tj. ciklus rezbarija koje prate život Isusa od Nazareta. U glazbenom dijelu uklopljeni su gregorijanski korali, glagoljaški napjevi iz Splita i okolice te suvremena djela nastala na tom tragu.Projekt je iznimno zanimljiv jer, premda Meštrovića nazivamo jednim od najvećih hrvatskih sinova, zapravo vrlo malo znamo o njemu, njegovu životu i djelima. Mogli bismo slobodno kazati da se pred nama otvara nepoznati Meštrović jer osim glazbe koja je u potpunosti naša smjela kreacija i odabir, projekt donosi Meštrovićeva intimna razmišljanja (iz raznih izvora) o umjetnosti, religiji, društvenim okolnostima, životu...  .